# Harold Cogger
Harold George "Hal" Cogger (4 de mayo de 1935 (89 años) es un herpetólogo australiano. De 1960 a 1975, ha sido curador de reptiles y anfibios en el Museo Australiano; y, subdirector del museo desde 1976 hasta 1995. 
Ha escrito extensamente sobre la herpetología de Australia, y el primer autor en crear una guía de campo para todos los reptiles, ranas y sapos australianos .
En 1997, Cogger fue hecho doctor de ciencias honorario.

## Obra

### Algunas publicaciones
- Cogger, harold g. 1960. The Frogs of New South Wales

- -----------------------. 1967. Australian Reptiles in Colour

- -----------------------, james Roy Kinghorn. 1969. The Snakes of Australia

- -----------------------. 1983. Reptiles and Amphibians of Australia, Revised Edition. Sydney: AH & AW Reed. 606 p. ISBN 0-589-50356-1 [1979 y ediciones subsecuentes].

- -----------------------. 1980. Reptiles of Australia

- -----------------------, elizabeth Cameron, heather m. Cogger. 1983. Zoological Catalogue of Australia, v. 1. Amphibia and Reptilia

- -----------------------, elizabeth Cameron. 1984. Arid Australia: proceedings of a symposium on the origins, biota and ecology of Australia's arid regions

- -----------------------, allen E. Greer. 1985. Systematics of the Reduce-limbed and Limbless Skinks Currently Assigned to the Genus Anomalopus (Lacertilia: Scincidae)

- -----------------------, richard G. Zweifel, david Kirshner. 1992. Encyclopedia of Reptiles and Amphibians

- -----------------------, elizabeth Cameron, ross Sadlier, peter Eggler. 1993. The Action Plan for Australian Reptiles

- -----------------------. 1999. The Little Guides – Reptiles & Amphibians

- -----------------------. 2000. Encyclopedia of Animals

- -----------------------, dale Roberts, paul Horner. 2004. Uperoleia borealis, edición IUCN 2012.2

- -----------------------. 2014. Reptiles and Amphibians of Australia, 7ª ed. CSIRO Publishing, Melbourne. ISBN 9780643100350

## Honores

### Eponimia
Al menos ocho taxas de reptiles se han nombrado en su honor, incluye un género, seis especies, y una subespecie: Coggeria, Ctenotus coggeri, Emoia coggeri, Geomyersi coggeri, Hydrophis coggeri, Lampropholis coggeri, Oedura coggeri, Diporiphora nobbi coggeri.

## Abreviatura (zoología)
La abreviatura Cogger  se emplea para indicar a Harold Cogger como autoridad en la descripción y taxonomía en zoología.